# パーソナルブランディング
パーソナルブランディング (PersonalBranding) は企業や組織に所属している「個人」が、組織の中の「個」として、組織のイメージ向上を目的としてプロモーションすること。

## 概要
従来、パーソナルブランディングとセルフブランディングは同一の言葉のように使われてきた。しかし、ソーシャルメディアの台頭と共に、二つの言葉は異なる意味合いで語られることが多くなった。
企業が行う「企業ブランディング」と、企業や組織に所属する個人が行う、組織の中の個としての「パーソナルブランディング」、企業や組織から切り離して、独立したものとして行うブランディングが「セルフブランディング」として分類されるようになった。

## セルフブランディングとの違い
セルフブランディングとパーソナルブランディングとではブランディングの目的が異なる。セルフブランディングの目的は「認知度の獲得」に比重を置く。対して組織の中の個として行うパーソナルブランディングは、「所属組織のイメージ向上」を目的とする。
似ているようだが、セルフブランディングは背負うものが無いため過激な手段で認知度獲得を行うことも可能である。短期間で認知獲得を行える可能性があるが、炎上するリスクも高くなる。
しかし、守る物が存在するパーソナルブランディングは、自然と発信する情報等も組織を意識したものとなる。過激な発言となりにくいため、ネット上で注目を集めるには時間がかかり、そのため短期間での認知獲得の効果は得づらいが、実直な情報発信は信頼獲得に繋がる。